# Ibn Qayyim al-Jawziyya
Abou ‘Abdi-Llâh Chams-oud-Dîn Mouhammad ibn Abî Bakr ibn Ayyub ibn Sa‘d ibn Hariz ibn Makki Zayn al-Din al-Zur‘i al-Dimashqi al-Hanbali, plus connu sous le nom de Ibn Qayyim al-Djawziyyah, parfois abrégé Ibn Qayyim (de manière plus correcte Ibn al-Qayyim), né le 7 Safar 691 AH/29 janvier 1292 à Damas (sultanat mamelouk d'Égypte) et mort le 15 septembre 1350 dans cette même ville, est un célèbre imam, savant (ʿālim), juriste (faqīh), mufti et poète arabe de religion musulmane sunnite, apparenté au madhhab hanbalite.
Il fut particulièrement influencé par son principal maître, Ahmad ibn Taymiyya (1263-1328), dont il a suivi la voie dans la défense du Coran et de la sunna, en combattant les réactionnaires et le charlatanisme.
Grâce à ses contributions dans de nombreux domaines en rapport direct avec les sciences religieuses islamiques, il est, avec d'autres personnalités de la religion musulmane, considéré comme l'une des figures islamiques les plus importantes et l'une des plus influentes.
Enterré aux côtés de nombreuses personnalités musulmanes sunnites et chiites, Ibn Qayyim repose au cimetière musulman de Bab al-Saghir à Damas.

## Biographie

### Origines familiales
Ibn al-Qayyim est né le 7 Safar de l'an 691 AH, date qui correspond au 29 janvier 1292 dans le calendrier julien. Le contexte historique est alors la prise de pouvoir par la dynastie mamelouke en Syrie.
Son nom complet est Abu ‘Abd Allah Shams al-Din Muhammad ibn Abu Bakr ibn Ayyub ibn Sa‘d ibn Hariz ibn Makki Zayn al-Din al-Zur‘i al-Dimashqi al-Hanbali.
Son père, Abî Bakr ibn Ayyub, dirigeait une école coranique (médersa) du nom d'Al-Jawziyya à Damas, qui est alors le centre académique majeur du monde hanbalite. Cette école servit également de tribunal. C'est de là que le surnom d'al-Jawziyya est ajouté au nom d'Ibn Qayyim en arabe, indiquant qu'il est le fils du directeur d'Al-Jawziyya. Plus tard, il prendra lui-même la direction de cette école.
Ibn Qayyim a réalisé plusieurs fois le pèlerinage (hajj) à La Mecque. Ibn Rajab rapporte qu'Ibn Qayyim observait de manière très régulière les prières nocturnes, se rappelait très souvent de Dieu, invoquant fréquemment son nom et se repentant souvent.

### Éducation
S'il est notamment connu pour avoir été le disciple d'Ibn Taymiyya, Ibn Qayyim a eu plusieurs autres maîtres au cours de son éducation, tels que Safi al-Din al Hindi, un critique d'Ibn Taymiyya, ou Badr al-Din Ibn Jama'ah, un jurisconsulte (faqīh) chaféite. Ibn Qayyim se démarque par son excellence dans les études.
Ibn Qayyim devient une éminence dans l'exégèse du Coran (tafsîr), de la jurisprudence islamique (fiqh), du hadîth et de la langue arabe, comme le rapporte le célèbre savant Al-Suyūtī.

#### Disciple d'Ibn Taymiyya
Son maître le plus célèbre demeure le réformateur sunnite et savant érudit Ahmad ibn Taymiyya. Il le rejoint à l'âge de 21 ans, en 712/1313 au retour à Damas d'Ibn Taymiyya d'un voyage de six ans en Égypte. En 1326, les deux savants furent emprisonnés ensemble dans la citadelle de Damas pour dissidence contre la tradition établie,.

## Soufisme
Bien qu'Ibn al-Qayyim soit parfois considéré aujourd'hui comme un ennemi déclaré du soufisme, il est historiquement connu qu'il avait en réalité un "grand intérêt pour le soufisme", intérêt né de sa vaste exposition à cette pratique, le soufisme étant largement répandu parmi les musulmans de son époque{. Certaines de ses œuvres majeures, telles que Madārij, Ṭarīq al-hijratayn (Le chemin des deux migrations) et Miftāḥ dār al-saʿāda (La clé du bonheur), " sont presque entièrement consacrées à des thèmes soufis," et des allusions à de tels "thèmes se retrouvent dans presque tous ses écrits", y compris dans des ouvrages influents de dévotion spirituelle comme al-Wābil al-Ṣayyib, un traité important qui détaille l'importance de la pratique du dhikr, et son œuvre magistrale, Madārij al-sālikīn (Les étapes des voyageurs), un long commentaire d'un ouvrage du saint et mystique hanbalite du XIe siècle, Abdullah Ansari, qu'Ibn al-Qayyim appelait avec respect "Shaykh al-Islām". Dans tous ces écrits, il est évident qu'Ibn al-Qayyim écrivait pour s'adresser "à ceux intéressés par le soufisme en particulier et... aux 'affaires du cœur'... en général", et la preuve en est qu'il affirme, dans l'introduction de son court livre Patience et gratitude : "Ceci est un livre pour le bénéfice des rois et princes, des riches et des indigents, des soufis et des savants religieux ; (un livre) pour inspirer les sédentaires à se mettre en route, accompagner le voyageur sur le chemin (al-sā'ir fī l-ṭariq) et informer celui qui marche vers l'objectif." Certains savants ont comparé le rôle d'Ibn al-Qayyim à celui de Ghazali deux cents ans auparavant, en ce sens qu'il cherchait à "redécouvrir et réaffirmer les racines orthodoxes de la dimension intérieure de l'islam".
Il est également vrai, cependant, qu'Ibn al-Qayyim partageait certains des sentiments plus négatifs de son maître Ibn Taymiyyah à l'égard de ce qu'il percevait comme des excès dans le soufisme. Par exemple, il estimait que l'influence omniprésente et puissante des œuvres d'Ibn Arabi sur le monde sunnite entier commençait à entraîner des erreurs doctrinales. En conséquence, il rejetait le concept de wahdat al-wajud d'Ibn Arabi, ou "unicité de l'être", et s'opposait, de surcroît, à certaines formes de soufisme qu'il considérait comme extrêmes qui avaient gagné en popularité, notamment dans le nouveau siège du pouvoir musulman, l'Égypte et la Syrie mameloukes. Cela dit, il n'a jamais condamné le soufisme dans son ensemble, et ses nombreuses œuvres témoignent, comme mentionné précédemment, de l'immense respect qu'il portait à la majorité de la tradition soufie. Dans ce contexte, il est également significatif qu'Ibn al-Qayyim, à l'instar d'Ibn Taymiyyah, "loue constamment" le maître spirituel al-Junayd, l'un des saints les plus célèbres de la tradition soufie, ainsi que "d'autres maîtres spirituels précoces de Bagdad, plus tard connus comme les soufis 'sobres'." En fait, Ibn al-Qayyim ne condamnait pas non plus les soufis extatiques, considérant leurs manifestations mystiques comme des signes de "faiblesse" spirituelle plutôt que comme de l'hérésie. La position très nuancée d'Ibn al-Qayyim sur cette question l'a conduit à composer des apologies pour les manifestations extatiques de plusieurs soufis anciens, tout comme l'avaient fait de nombreux soufis avant lui.

## Opinions sur la littéralité du Coran et l'absence de notion d'allégorie en général
Un des débats majeurs qui a bouleversé l'islam, et qui continue d'y occuper une grande place, est le débat sur la littéralité du Coran (faut-il tout interpréter dans le Coran comme littéralement vrai ḥaqq ou bien y a-t-il également des allégories majāz?). Cette littéralité tourne surtout autour d'Allah et de ses attributs : Allah existe-t-il physiquement dans le monde ou non ? Aujourd'hui, cette question divise notamment les salafistes, partisans d'une littéralité absolue faisant d'Allah un être physique et matériel présent au septième ciel, des autres musulmans, qui ne croient pas à une telle chose, mais partagent des opinions diverses à ce sujet.
Ibn Qayyim est considéré en général comme un précurseur du salafisme,. Il estimait notamment que les opinions des "rationalistes" khalaf, lesquels s'appuyaient, d'après lui, sur la philosophie grecque, étaient dans l'égarement car ils ne suivaient pas la voie des pieux prédécesseurs, les salaf. Il existait, dans l'islam de l'époque, en dehors de l'étude stricte des textes religieux, deux écoles qui prétendaient permettre d'atteindre à la vérité : ṭarīq an-naẓār, la voie de l'observation, c'est-à-dire de la déduction rationnelle syllogistique (nommée par Ibn Qayyim al-adilla 'l-qiyāssiya 'l-ʕaqliyya) d'un côté, et la voie de la découverte (ṭarīq al-kashf) soit l'ascèse et l'étude ésotérique (nommée par Ibn Qayyim ṣafā'ā 'l-bāṭin). Il considérait ces deux voies comme fausses, "contenant une contradiction, collision [d'idées] et une corruption que Dieu seul peut comprendre" .
Ibn Qayyim rejetait, comme le font de fait les salafistes modernes, l'idée même de division entre ḥaqīqah (vérité, littéralité) et majāz (allégorie, métaphore), non pas seulement dans le Coran, mais dans la langue arabe en général. Il soulève que l'idée de majāz n'est pas présente chez les premiers grammairiens de la langue arabe tels que les Perses Sibawayh et Al-Farraʼ, ou l'Arabe al-Khalil; après quoi il cherche à en prouver la fausseté avec une série de cinquante arguments. Considérant qu'il est absurde qu'un mot ait un sens figuré dans un contexte spécifique et pas un autre, il prend la phrase Zaydun asad "Zaydun est lion", avec le sous-entendu que Zayd est brave, et considère qu'asad "lion" a un sens littéral de "bravoure" en lui-même.
Il faisait partie, à la suite de son maître Ibn Taymiyya, de ceux qui croyaient le plus fermement en la réalité physique d'Allah, à l'appui duquel il a cité de nombreux hadiths d'al-Bukhari et Muslim, qu'il n'hésitait pas à critiquer dans d'autres contextes . Ceci, parce qu'al-Bukhari et Muslim soutiennent qu'Allah est physiquement dans les cieux au-dessus de nous. Il a même suggéré sarcastiquement que ses opposants aurait traité al-Bukhari d'anthropomorphiste, eût-il vécu parmi eux. Ibn Qayyim, dans Ijtima‘ al-juyush al-Islamiyya (le Rassemblement des armées islamiques) commente le hadith de Mahomet sur le fait que l'Antéchrist sera borgne et qu'Allah n'est point borgne, écrivant qu'il faut en déduire qu'Allah a littéralement deux yeux.

## Postérité
Ibn Qayyim a été reconnu comme une éminence des sciences islamiques par des savants postérieurs, tels qu'Ibn Kathir qui déclare à son sujet : « Je ne connais personne dans ce monde de notre temps qui soit plus dédié aux actes de piété ».
Certains voient en le wahhabisme, mouvement politique affleurant au XIXe siècle, une interprétation politique des œuvres d'Ibn Qayyim, mais surtout de son maître Ibn Taymiyya,. À sa suite, le salafisme s'est doté d'une vision littéraliste du Coran et du hadith, attribuant comme Ibn Qayyim une réalité physique et une corporalité spécifique à Allah, opinion qui n'est pas partagée en dehors du salafisme. Les écrits d'Ibn Qayyim et son rejet de la notion de majāz ont donc eu une postérité importante dans l'islam salafiste, bien que son influence s'étende au-delà, que ce soit chez ses partisans ou ses opposants.

## Œuvres
Il a été très influencé par son maître, Ibn Taymiyya, qu'il accompagna jusqu'à sa mort en 1328, à tel point que certains le considèrent comme son vulgarisateur.

Il a écrit de nombreux ouvrages religieux (près d'une centaine), dont :
- Zâd ul-Ma'âd fî hadyi khayr il-'ibâd ;
- Al-Kâfiyat ush-shâfiyah fi-l-intisâri lil-firqat in-nâjiyah (poème en plusieurs milliers de vers) ;
- Ighâthatu-llahfân min mmasâyid ish-shaytân ;
- Al-Fawâyid (Les méditations) ;
- Shifâ' al-âlîl al-tib al nâbawî
- Rissâltû Ibn Al-Qayyim ilâ ahadih ikhwanih (Lettre d'Ibn Al-Qayyim à l'un de ses frères)

De nos jours, Ibn al-Qayyim est considéré comme une référence dans le monde islamique, plus particulièrement sunnite, notamment pour les étudiants en sciences religieuses, et est communément dénommé « le savant du cœur », en raison de ses travaux précurseurs relatifs au comportement humain et à l'éthique.